# Puchar Białorusi w piłce siatkowej mężczyzn (2023)
Puchar Białorusi w piłce siatkowej mężczyzn 2023 – 33. edycja rozgrywek o siatkarski Puchar Białorusi zorganizowana przez Białoruski Związek Piłki Siatkowej (Белорусская Федерация Волейбола, БФВ). Zainaugurowana została 22 września.
W Pucharze Białorusi 2023 uczestniczyło 11 drużyn z wyższej ligi i I ligi. Rozgrywki składały się z fazy kwalifikacyjnej oraz turnieju finałowego, w ramach którego rozegrano półfinały, mecz o 3. miejsce oraz finał.
Turniej finałowy odbył się w dniach 23-24 grudnia w kompleksie sportowym "Szachtior" w Soligorsku (Спортивный комплекс «Шахтёр»). Po raz szósty, jednocześnie szósty raz z rzędu, Puchar Białorusi zdobył Szachcior Soligorsk, który w finale pokonał klub Eniergija Homel. Trzecie miejsce zajął Stroitiel Mińsk. Najlepszym zawodnikiem turnieju finałowego został Alaksiej Kurasz.

## System rozgrywek
Puchar Białorusi 2023 składał się z fazy kwalifikacyjnej oraz turnieju finałowego. Szachcior Soligorsk jako uczestnik rosyjskiej Superligi uzyskał bezpośredni awans do półfinału.
W fazie kwalifikacyjnej drużyny podzielone zostały na trzy grupy (A-C). Zespoły, które w mistrzostwach Białorusi w sezonie 2022/2023 zajęły miejsca 2-4, zostały automatycznie rozstawione. Pozostali uczestnicy trafili do poszczególnych grup w drodze losowania. W grupach drużyny rozegrały ze sobą po dwa spotkania w ramach dwóch turniejów. Zwycięzcy grup awansowali do turnieju finałowego.
Turniej finałowy składał się z półfinałów, meczu o 3. miejsce i finału. Pary półfinałowe powstały w drodze losowania. Zwycięzcy półfinałów grali w finale o Puchar Białorusi, natomiast przegrani rywalizowali o 3. miejsce.

## Drużyny uczestniczące
| Wyższa liga (10 drużyn)     | Wyższa liga (10 drużyn) |
| --------------------------- | ----------------------- |
| Borisow-BGUFK               | 4. miejsce              |
| Eniergija Homel             | 2. miejsce              |
| Kamunalnik Mohylew          | faza kwalifikacyjna     |
| Legion Obuchowo             | faza kwalifikacyjna     |
| MAPID Mińsk                 | faza kwalifikacyjna     |
| Marko-WGTU Witebsk          | faza kwalifikacyjna     |
| Stroitiel Mińsk             | 3. miejsce              |
| Szachcior Soligorsk         | 1. miejsce              |
| Szachtospiecstroj Soligorsk | faza kwalifikacyjna     |
| Zapadnyj Bug Brześć         | faza kwalifikacyjna     |
| I liga (1 drużyna)          |                         |
| Gazowik-Gomiel              | faza kwalifikacyjna     |

## Rozgrywki

### Faza kwalifikacyjna
awans do turnieju finałowego

#### Grupa A
Tabela
| Lp. | Drużyna                     | Mecze | Mecze   | Mecze   | Pkt | Sety | Sety | Sety  | Małe punkty | Małe punkty | Małe punkty |
| Lp. | Drużyna                     | M     | W (3:2) | P (2:3) | Pkt | wyg. | prz. | ratio | zdob.       | str.        | ratio       |
| --- | --------------------------- | ----- | ------- | ------- | --- | ---- | ---- | ----- | ----------- | ----------- | ----------- |
| 1   | Stroitiel Mińsk             | 6     | 6 (0)   | 0 (0)   | 18  | 18   | 2    | 9.000 | 499         | 408         | 1.223       |
| 2   | Szachtospiecstroj Soligorsk | 6     | 4 (0)   | 2 (0)   | 12  | 13   | 8    | 1.625 | 489         | 465         | 1.052       |
| 3   | Kamunalnik Mohylew          | 6     | 2 (1)   | 4 (0)   | 5   | 7    | 15   | 0.467 | 485         | 518         | 0.936       |
| 4   | Gazowik-Gomiel              | 6     | 0 (0)   | 6 (1)   | 1   | 5    | 18   | 0.278 | 463         | 545         | 0.850       |

Źródło: 
Punktacja: 3:0 i 3:1 – 3 pkt; 3:2 – 2 pkt; 2:3 – 1 pkt; 1:3 i 0:3 – 0 pkt
Zasady ustalania kolejności: 1. liczba zwycięstw; 2. liczba punktów; 3. stosunek setów; 4. stosunek małych punktów; 5. bilans w bezpośrednich meczach
Wyniki spotkań
| 22.09.2023 15:00 (UTC+3) | Kamunalnik Mohylew | 0:3 (15:25, 20:25, 20:25) raport | Szachtospiecstroj Soligorsk | Dworiec sporta "Uruczje", Mińsk |

| 22.09.2023 18:00 (UTC+3) | Stroitiel Mińsk | 3:0 (25:17, 25:16, 25:20) raport | Gazowik-Gomiel | Dworiec sporta "Uruczje", Mińsk |

| 23.09.2023 15:00 (UTC+3) | Gazowik-Gomiel | 1:3 (25:20, 23:25, 17:25, 18:25) raport | Szachtospiecstroj Soligorsk | Dworiec sporta "Uruczje", Mińsk |

| 23.09.2023 18:00 (UTC+3) | Stroitiel Mińsk | 3:0 (25:20, 25:18, 25:22) raport | Kamunalnik Mohylew | Dworiec sporta "Uruczje", Mińsk |

| 24.09.2023 14:00 (UTC+3) | Kamunalnik Mohylew | 3:1 (21:25, 25:17, 25:22, 25:21) raport | Gazowik-Gomiel | Dworiec sporta "Uruczje", Mińsk |

| 24.09.2023 17:00 (UTC+3) | Szachtospiecstroj Soligorsk | 0:3 (17:25, 22:25, 18:25) raport | Stroitiel Mińsk | Dworiec sporta "Uruczje", Mińsk |

| 24.11.2023 16:00 (UTC+3) | Stroitiel Mińsk | 3:0 (25:21, 25:17, 25:16) raport | Gazowik-Gomiel | Sportiwnyj kompleks "Kommunalnik", Mohylew |

| 24.11.2023 19:00 (UTC+3) | Kamunalnik Mohylew | 0:3 (23:25, 27:29, 19:25) raport | Szachtospiecstroj Soligorsk | Sportiwnyj kompleks "Kommunalnik", Mohylew |

| 25.11.2023 15:00 (UTC+3) | Gazowik-Gomiel | 1:3 (25:19, 15:25, 23:25, 22:25) raport | Szachtospiecstroj Soligorsk | Sportiwnyj kompleks "Kommunalnik", Mohylew |

| 25.11.2023 18:00 (UTC+3) | Stroitiel Mińsk | 3:1 (24:26, 27:25, 25:23, 25:21) raport | Kamunalnik Mohylew | Sportiwnyj kompleks "Kommunalnik", Mohylew |

| 26.11.2023 13:00 (UTC+3) | Kamunalnik Mohylew | 3:2 (25:27, 25:18, 20:25, 25:23, 15:10) raport | Gazowik-Gomiel | Sportiwnyj kompleks "Kommunalnik", Mohylew |

| 26.11.2023 16:00 (UTC+3) | Szachtospiecstroj Soligorsk | 1:3 (21:25, 20:25, 25:23, 23:25) raport | Stroitiel Mińsk | Sportiwnyj kompleks "Kommunalnik", Mohylew |

#### Grupa B
Tabela
| Lp. | Drużyna             | Mecze | Mecze   | Mecze   | Pkt | Sety | Sety | Sety  | Małe punkty | Małe punkty | Małe punkty |
| Lp. | Drużyna             | M     | W (3:2) | P (2:3) | Pkt | wyg. | prz. | ratio | zdob.       | str.        | ratio       |
| --- | ------------------- | ----- | ------- | ------- | --- | ---- | ---- | ----- | ----------- | ----------- | ----------- |
| 1   | Eniergija Homel     | 4     | 3 (0)   | 1 (1)   | 10  | 11   | 5    | 2.200 | 375         | 354         | 1.059       |
| 2   | Marko-WGTU Witebsk  | 4     | 3 (1)   | 1 (0)   | 8   | 9    | 5    | 1.800 | 325         | 297         | 1.094       |
| 3   | Zapadnyj Bug Brześć | 4     | 0 (0)   | 4 (0)   | 0   | 2    | 12   | 0.167 | 297         | 346         | 0.858       |

Źródło: 
Punktacja: 3:0 i 3:1 – 3 pkt; 3:2 – 2 pkt; 2:3 – 1 pkt; 1:3 i 0:3 – 0 pkt
Zasady ustalania kolejności: 1. liczba zwycięstw; 2. liczba punktów; 3. stosunek setów; 4. stosunek małych punktów; 5. bilans w bezpośrednich meczach
Wyniki spotkań
| 22.09.2023 17:00 (UTC+3) | Marko-WGTU Witebsk | 3:0 (25:13, 25:19, 25:21) raport | Zapadnyj Bug Brześć | SU Futbolnyj kłub "Witiebsk", Witebsk |

| 23.09.2023 16:00 (UTC+3) | Zapadnyj Bug Brześć | 1:3 (29:31, 25:18, 20:25, 19:25) raport | Eniergija Homel | SU Futbolnyj kłub "Witiebsk", Witebsk |

| 24.09.2023 17:00 (UTC+3) | Eniergija Homel | 2:3 (17:25, 27:25, 23:25, 25:18, 9:15) raport | Marko-WGTU Witebsk | SU Futbolnyj kłub "Witiebsk", Witebsk |

| 24.11.2023 18:00 (UTC+3) | Zapadnyj Bug Brześć | 0:3 (23:25, 21:25, 21:25) raport | Marko-WGTU Witebsk | Sportiwnyj kompleks "Olimp", Brześć |

| 25.11.2023 15:00 (UTC+3) | Marko-WGTU Witebsk | 0:3 (26:28, 23:25, 18:25) raport | Eniergija Homel | Sportiwnyj kompleks "Olimp", Brześć |

| 26.11.2023 14:00 (UTC+3) | Eniergija Homel | 3:1 (25:21, 26:24, 21:25, 25:16) raport | Zapadnyj Bug Brześć | Sportiwnyj kompleks "Olimp", Brześć |

#### Grupa C
Tabela
| Lp. | Drużyna         | Mecze | Mecze   | Mecze   | Pkt | Sety | Sety | Sety  | Małe punkty | Małe punkty | Małe punkty |
| Lp. | Drużyna         | M     | W (3:2) | P (2:3) | Pkt | wyg. | prz. | ratio | zdob.       | str.        | ratio       |
| --- | --------------- | ----- | ------- | ------- | --- | ---- | ---- | ----- | ----------- | ----------- | ----------- |
| 1   | Borisow-BGUFK   | 4     | 4 (0)   | 0 (0)   | 12  | 12   | 2    | 6.000 | 346         | 297         | 1.165       |
| 2   | Legion Obuchowo | 4     | 1 (0)   | 3 (1)   | 4   | 6    | 10   | 0.600 | 332         | 353         | 0.941       |
| 3   | MAPID Mińsk     | 5     | 1 (1)   | 4 (0)   | 2   | 5    | 11   | 0.455 | 340         | 368         | 0.924       |

Źródło: 
Punktacja: 3:0 i 3:1 – 3 pkt; 3:2 – 2 pkt; 2:3 – 1 pkt; 1:3 i 0:3 – 0 pkt
Zasady ustalania kolejności: 1. liczba zwycięstw; 2. liczba punktów; 3. stosunek setów; 4. stosunek małych punktów; 5. bilans w bezpośrednich meczach
Wyniki spotkań
| 22.09.2023 17:30 (UTC+3) | Legion Obuchowo | 3:1 (25:21, 25:17, 19:25, 25:16) raport | MAPID Mińsk | Obuchowskaja Sriedniaja Szkoła, Obuchowo |

| 23.09.2023 15:00 (UTC+3) | MAPID Mińsk | 1:3 (22:25, 22:25, 25:21, 22:25) raport | Borisow-BGUFK | Obuchowskaja Sriedniaja Szkoła, Obuchowo |

| 24.09.2023 13:00 (UTC+3) | Borisow-BGUFK | 3:0 (25:16, 25:23, 25:14) raport | Legion Obuchowo | Obuchowskaja Sriedniaja Szkoła, Obuchowo |

| 23.11.2023 18:00 (UTC+3) | Borisow-BGUFK | 3:0 (25:23, 25:23, 26:24) raport | MAPID Mińsk | SOK "Witalur", Mińsk |

| 24.11.2023 18:00 (UTC+3) | Legion Obuchowo | 1:3 (15:25, 19:25, 26:24, 23:25) raport | Borisow-BGUFK | SOK "Witalur", Mińsk |

| 25.11.2023 15:00 (UTC+3) | MAPID Mińsk | 3:2 (25:17, 23:25, 25:22, 12:25, 15:13) raport | Legion Obuchowo | SOK "Witalur", Mińsk |

### Turniej finałowy

#### Półfinały
| 23.12.2023 15:00 (UTC+3) | Borisow-BGUFK | 1:3 (25:21, 21:25, 16:25, 21:25) raport | Eniergija Homel | Sportiwnyj kompleks «Szachtior», Soligorsk |

| 23.12.2023 18:00 (UTC+3) | Szachcior Soligorsk | 3:0 (25:15, 25:18, 25:22) raport | Stroitiel Mińsk | Sportiwnyj kompleks «Szachtior», Soligorsk |

#### Mecz o 3. miejsce
| 24.12.2023 14:00 (UTC+3) | Borisow-BGUFK | 2:3 (18:25, 25:22, 26:24, 23:25, 6:15) raport | Stroitiel Mińsk | Sportiwnyj kompleks «Szachtior», Soligorsk |

#### Finał
| 24.12.2023 16:30 (UTC+3) | Eniergija Homel | 0:3 (20:25, 25:27, 21:25) raport | Szachcior Soligorsk | Sportiwnyj kompleks «Szachtior», Soligorsk |

## Nagrody indywidualne
| Nagroda                                | Zawodnik                              |
| -------------------------------------- | ------------------------------------- |
| Najlepszy zawodnik (MVP)               | Alaksiej Kurasz (Szachcior Soligorsk) |
| Najlepszy zawodnik klubu Szachcior     | Iwan Kozicyn                          |
| Najlepszy zawodnik klubu Eniergija     | Raman Aplewicz                        |
| Najlepszy zawodnik klubu Stroitiel     | Alaksiej Ratucki                      |
| Najlepszy zawodnik klubu Borisow-BGUFK | Iłla Burau                            |
| Źródło:                                |                                       |